# Alix Dumon-Debaecker
 (février 2011).
Si vous disposez d'ouvrages ou d'articles de référence ou si vous connaissez des sites web de qualité traitant du thème abordé ici, merci de compléter l'article en donnant les références utiles à sa vérifiabilité et en les liant à la section « Notes et références ».
Pour les articles homonymes, voir Alix (prénom) et Debaecker.
Alix Dumon-Debaecker est une chef de chœur française née le 2 octobre 1986.

## Biographie
Elle intègre à l’âge de 11 ans la Maîtrise de Radio France où elle apprend le chant, le piano et la direction de chœur avec Toni Ramon. Elle approfondit sa formation au conservatoire à rayonnement régional de Boulogne-Billancourt de 2005 à 2008. Elle intègre en 2008 le CEFEDEM (Centre de Formation des Enseignants de la Musique) où elle obtient son diplôme d’État en 2010. Élève dans la classe de chant de Gisèle Fixe (conservatoire du VIIe arrondissement), elle perfectionne sa direction de chœur auprès de chefs comme Claire Marchand et Denis Rouger. En 2010, elle devient chef de chœur assistante à la Maîtrise des Hauts-de-Seine, chargée notamment de la formation du chœur d’enfants de l’Opéra de Paris. Elle est actuellement responsable du chœur d’étudiants en cycle spécialisé au CRR d’Aubervilliers, et professeur de chant choral au Conservatoire de Saint-Cloud.
Alix Dumon-Debaecker assure également la direction du Chœur de Grenelle, qu’elle a fondé en 2007,.